# Noches de ronda (película de 1943)
Noches de ronda es una película musical mexicana de 1943 dirigida por Ernesto Cortázar y protagonizada por María Antonieta Pons, Ramón Armengod y Susana Guízar. Esta cinta está inspirada en el bolero Noche de Ronda, de Agustín Lara.

## Argumento
Ramón Esparza (Ramón Armengod), un compositor pobre, conoce a la dulce Esperanza (Susana Guízar) de quien se enamora. Ejerciendo su trabajo de pianista conoce a Olga (María Antonieta Pons), una famosa rumbera. Sin embargo, Olga solo pretende aprovecharse y burlarse de él. El joven deberá decidirse por una de ellas.

## Reparto
- María Antonieta Pons ... Olga
- Ramón Armengod ... Ramón Esparza
- Susana Guízar ... Esperanza (Pelancha)
- Luis G. Barreiro ... Don Luis
- Emma Roldán ... Doña Petrita
- Arturo Soto Rangel ... Doctor

## Comentarios
Guillermo Calderón fue el productor de este bien estructurado melodrama musical. La película incluye canciones de Agustín Lara, incluyendo Noche de ronda y algunas que se escuchaban por primera vez en pantalla: Pervertida, Señora tentación y Aventurera, que a la vez servirían para filmar otras historias del Cine de rumberas, pero no con María Antonieta Pons, sino con Amalia Aguilar, quién actuaría en Pervertida (1946) y Ninón Sevilla para interpretar los personajes en Señora tentación (1948) y Aventurera (1949).